# Cratere Alekhin
Alekhin è un cratere lunare di 74,82 km situato nella parte sud-orientale della faccia nascosta della Luna.
Il cratere è dedicato all'ingegnere sovietico Nikolaj Pavlovič Alechin.

## Crateri correlati
Alcuni crateri minori situati in prossimità di Alekhin sono convenzionalmente identificati, sulle mappe lunari, attraverso una lettera associata al nome.
| Alekhin | Coordinate             | Diametro (in km) |
| ------- | ---------------------- | ---------------- |
| E       | 66°57′36″S 124°34′48″W | 39,6             |